# (36881) 2000 SX154
2000 SX154 (asteroide 36881) é um asteroide da cintura principal. Possui uma excentricidade de 0.12272780 e uma inclinação de 9.99509º.
Este asteroide foi descoberto no dia 24 de setembro de 2000 por LINEAR em Socorro.